# Lijst van burgemeesters van Lingewaard
Dit is een lijst van burgemeesters van de Nederlandse gemeente Lingewaard in de provincie Gelderland. De gemeente is per 1 januari 2001 ontstaan door de samenvoeging van de voormalige gemeentes Bemmel, Gendt en Huissen. De eerste twee jaar was de naam 'gemeente Bemmel' en op 1 januari 2003 werd dat hernoemd in de 'gemeente Lingewaard'.
| Ambtsperiode                     | Naam burgemeester            | Partij of stroming | Bijzonderheden |
| -------------------------------- | ---------------------------- | ------------------ | -------------- |
| 2001 - 2006                      | Rob Persoon                  | CDA                |                |
| 2006 - 2007                      | Paul Peters                  | CDA                | waarnemend     |
| 2007 - 2013                      | Harry de Vries               | CDA                |                |
| 2012 - 2013                      | Steven de Vreeze             | PvdA               | waarnemend     |
| 26 september 2013 - 1 juli 2019  | Marianne Schuurmans-Wijdeven | VVD                | [ 1 ]          |
| 10 juli 2019 - 23 september 2020 | Josan Meijers                | PvdA               | waarnemend     |
| 24 september 2020 - heden        | Nelly Kalfs                  | Partijloos         | [ 3 ]          |